# Bages (Pyrénées-Orientales)
Bages (francia kiejtéseⓘ: [baʒ]) település Franciaországban, Pyrénées-Orientales megyében. Lakosainak száma 4519 fő (2022. január 1.). Bages Pollestres, Montescot, Elne, Ortaffa, Brouilla, Villemolaque és Ponteilla községekkel határos.

## Földrajz

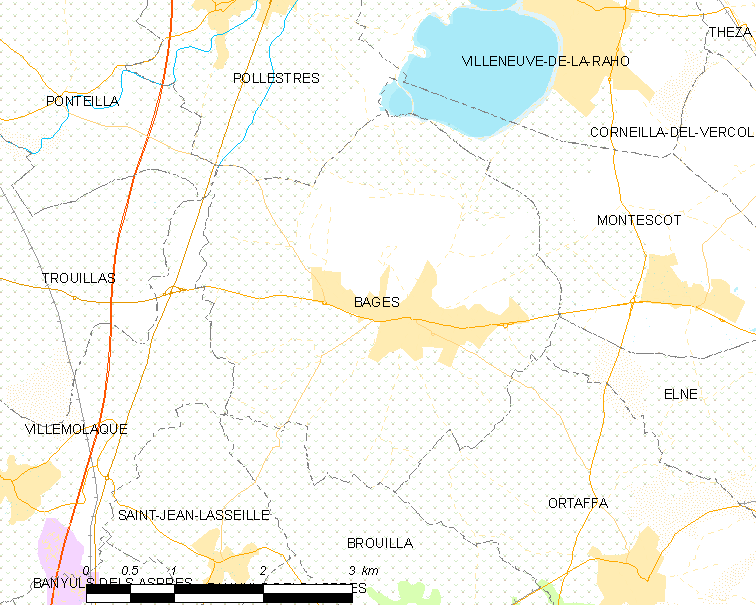
Bages térkép

## Népesség

Népesség 1962-2008

A település népességének változása: